# Avon Championships of Chicago 1979
Avon Championships of Chicago 1979  — жіночий тенісний турнір, що відбувся на закритих кортах з килимовим покриттям International Amphitheatre у Чикаго (США). Належав до Avon Championships Circuit 1979. Турнір відбувся увосьме і тривав з 29 січня до 4 лютого 1979 року. Перша сіяна Мартіна Навратілова здобула титул в одиночному розряді й отримала за це 40 тис. доларів США.

## Фінальна частина

### Одиночний розряд
Мартіна Навратілова —  Трейсі Остін 6–3, 6–4
- Для Навратілової це був 3-й титул в одиночному розряді за сезон і 27-й — за кар'єру.

### Парний розряд
Розмарі Казалс /  Бетті-Енн Стюарт —  Ілана Клосс /  Грір Стівенс 3–6, 7–5, 7–5

## Розподіл призових грошей
| Дисципліна       | П       | F       | 3-тє    | 4-те   | ЧФ     | 1/8    | 1/16   |
| Одиночний розряд | $40,000 | $20,000 | $10,100 | $9,700 | $4,500 | $2,290 | $1,200 |